# Leptobrachium montanum
Leptobrachium montanum és una espècie d'amfibi que viu a Indonèsia, Malàisia i Brunei.
Està amenaçada d'extinció per la pèrdua del seu hàbitat natural.